# 白河 (黄河)

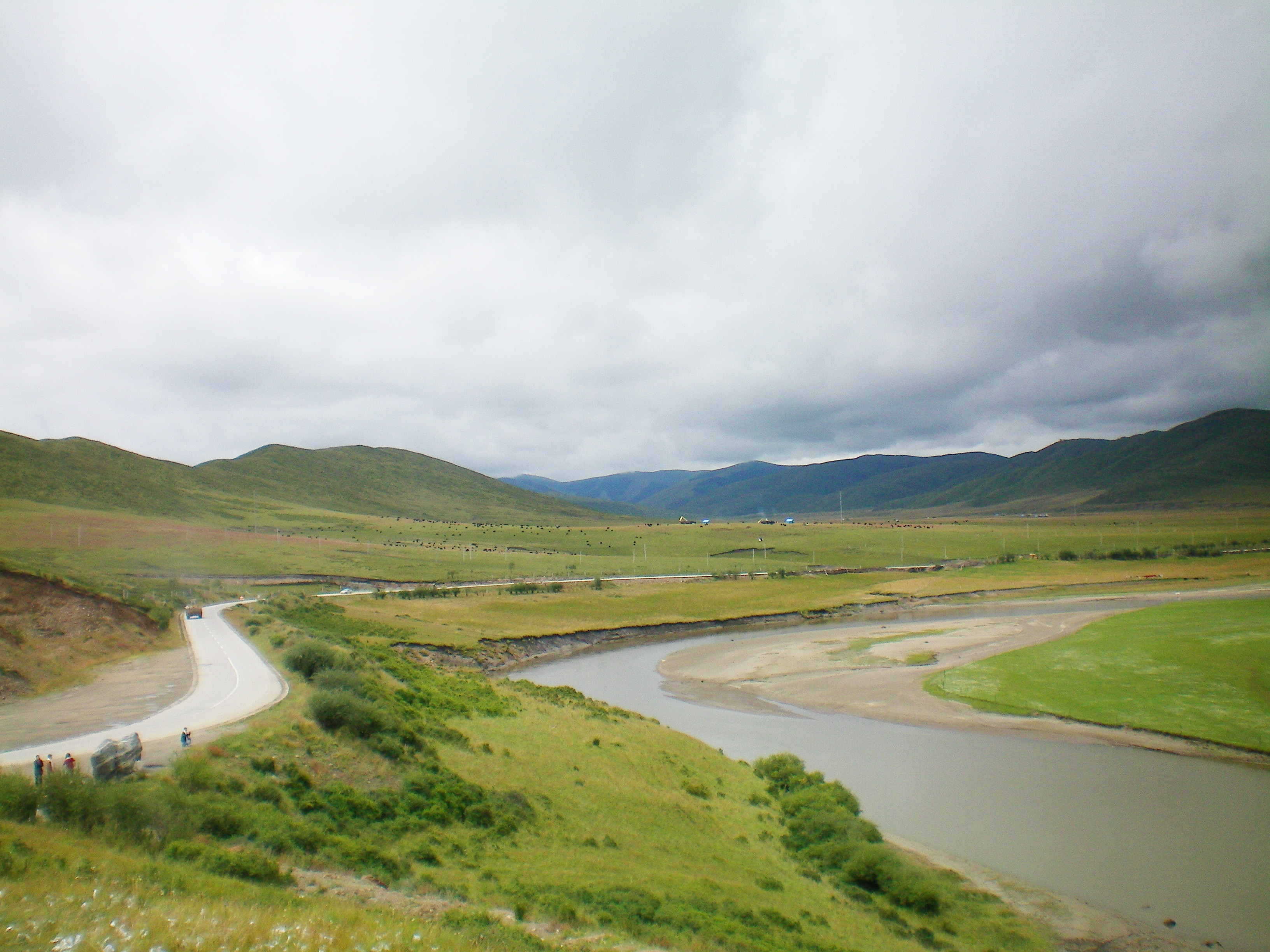
红原县月亮湾景区附近河段。

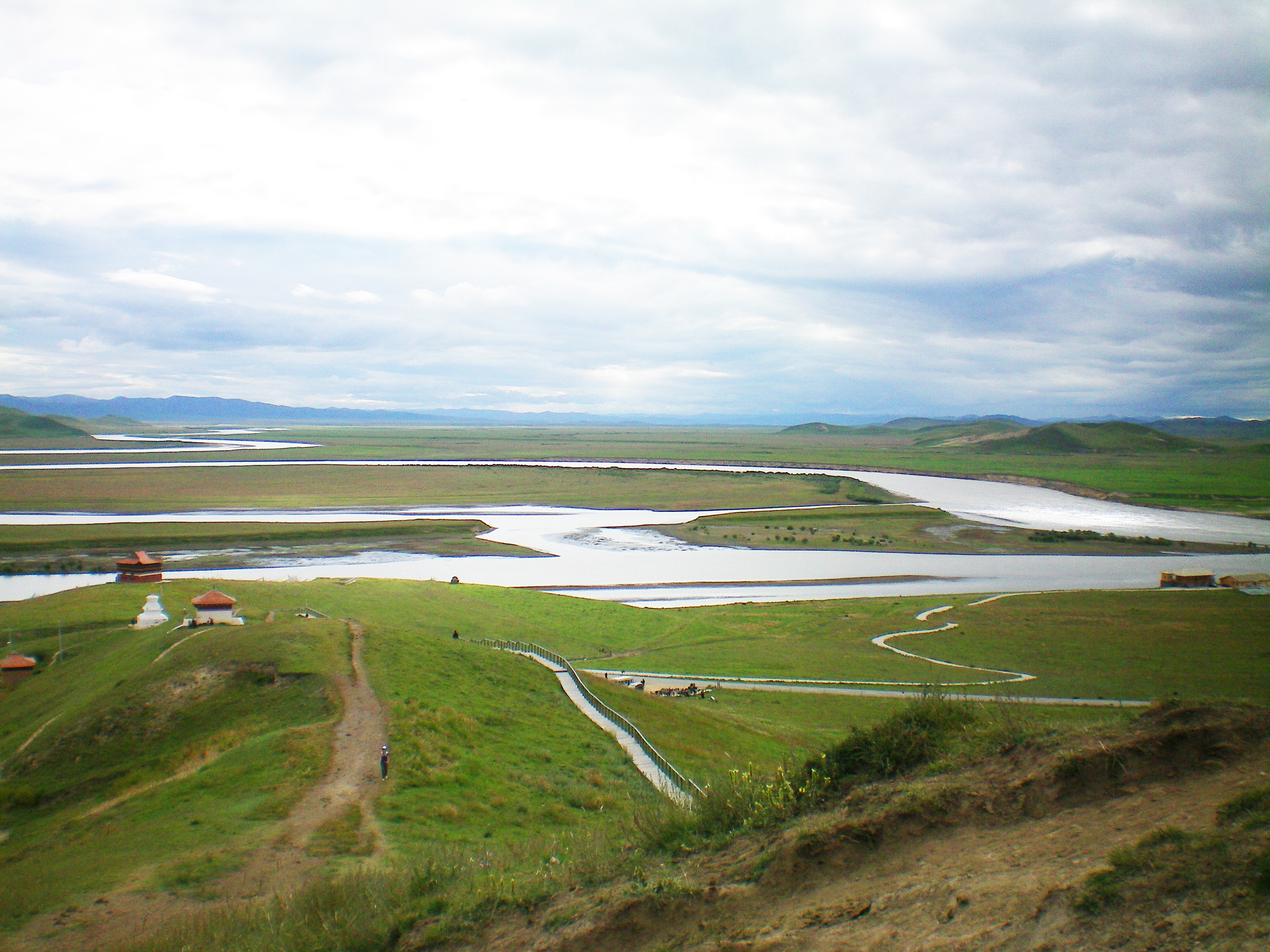
若尔盖县白河汇入黄河处，拍摄于黄河第一湾观景台。

白河，也作嘎曲（藏語：སྐ་ཆུ，威利转写：ska chu），位于中华人民共和国四川省北部的一条河流，是黄河右岸支流。源流称查勒肯沟，发源于红原县南部与马尔康市交界处的小山冈，蜿蜒向北，流经红原县龙日镇龙日坝村、红原机场、安曲镇、县城邛溪镇、阿木乡、瓦切镇、若尔盖县唐克镇等地，于唐克镇索格藏村（索格藏寺）以西汇入黄河。全长303千米，流域面积5552平方千米。白河流域地处平缓的丘状高原，冲积平坝辽阔，沼泽草甸发育，河道蜿蜒曲折。流域内有大面积的优良牧场。。